# Mörtsjön (Lerbäcks socken, Närke)
Mörtsjön är en sjö i Askersunds kommun i Närke och ingår i Nyköpingsåns huvudavrinningsområde.